# Gonia simplex
Gonia simplex là một loài ruồi trong họ Tachinidae.